# Ornithocephalus ciliatus
Ornithocephalus ciliatus là một loài lan được tìm thấy ở Trinidad to miền nam Neotropics.

## Hình ảnh

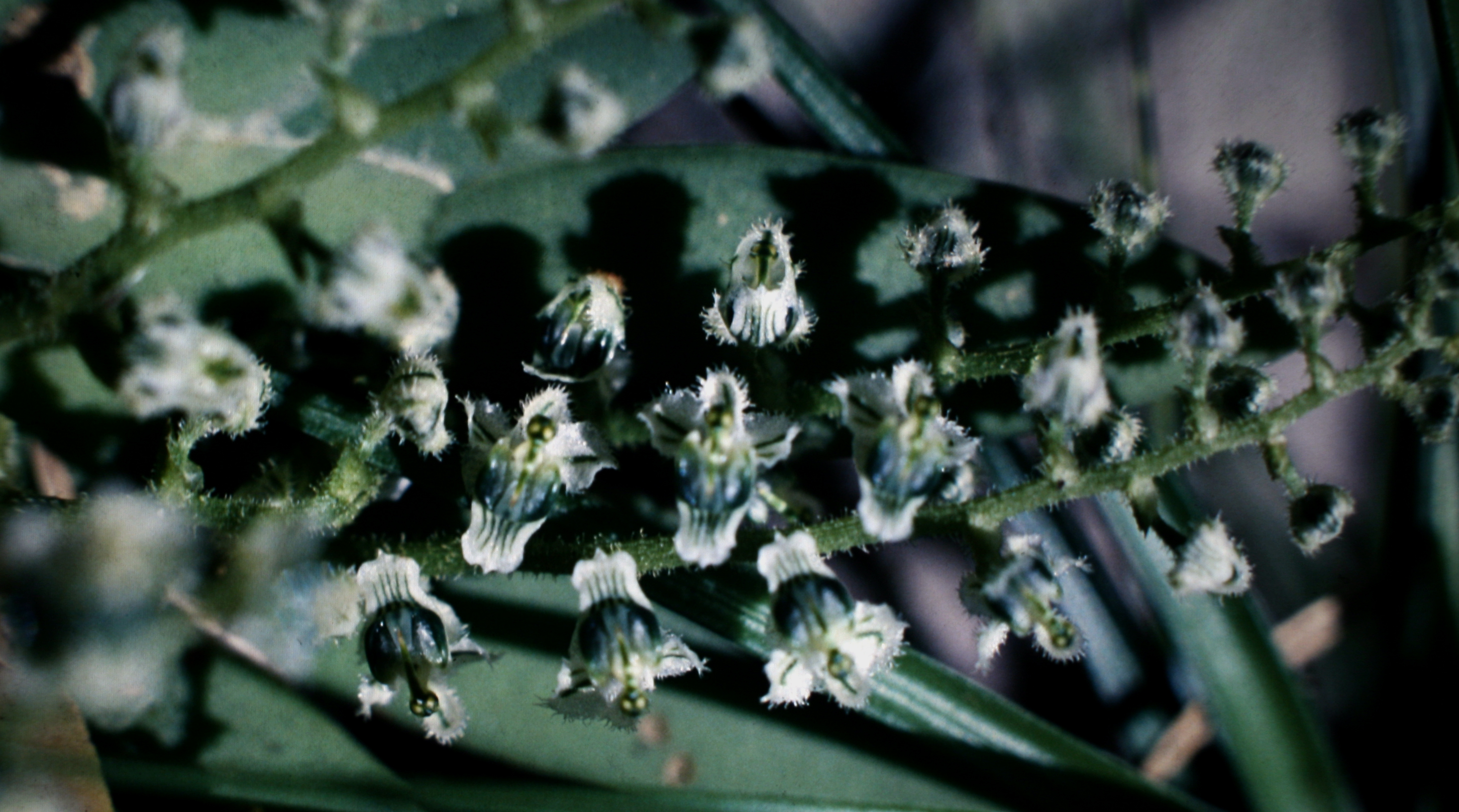
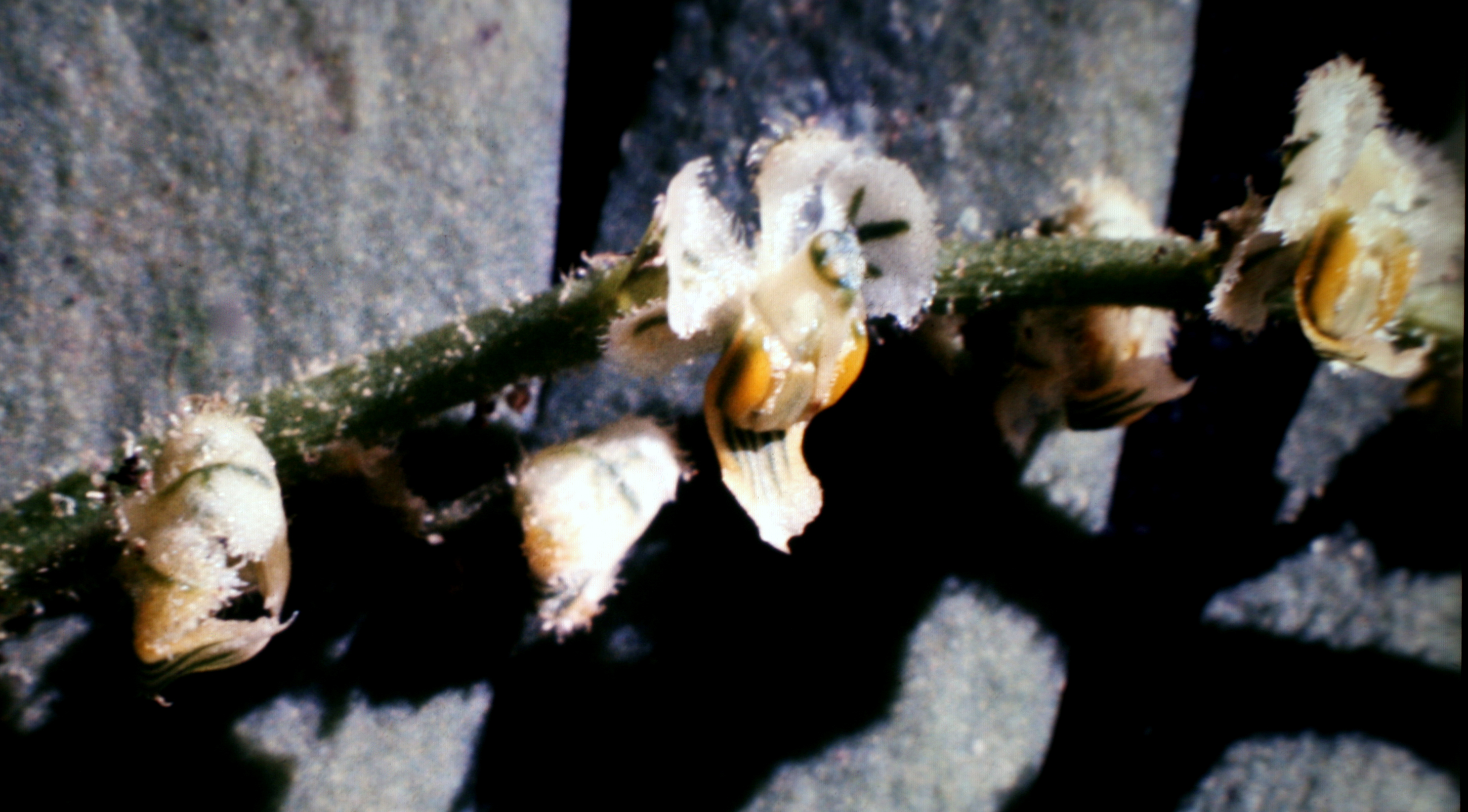
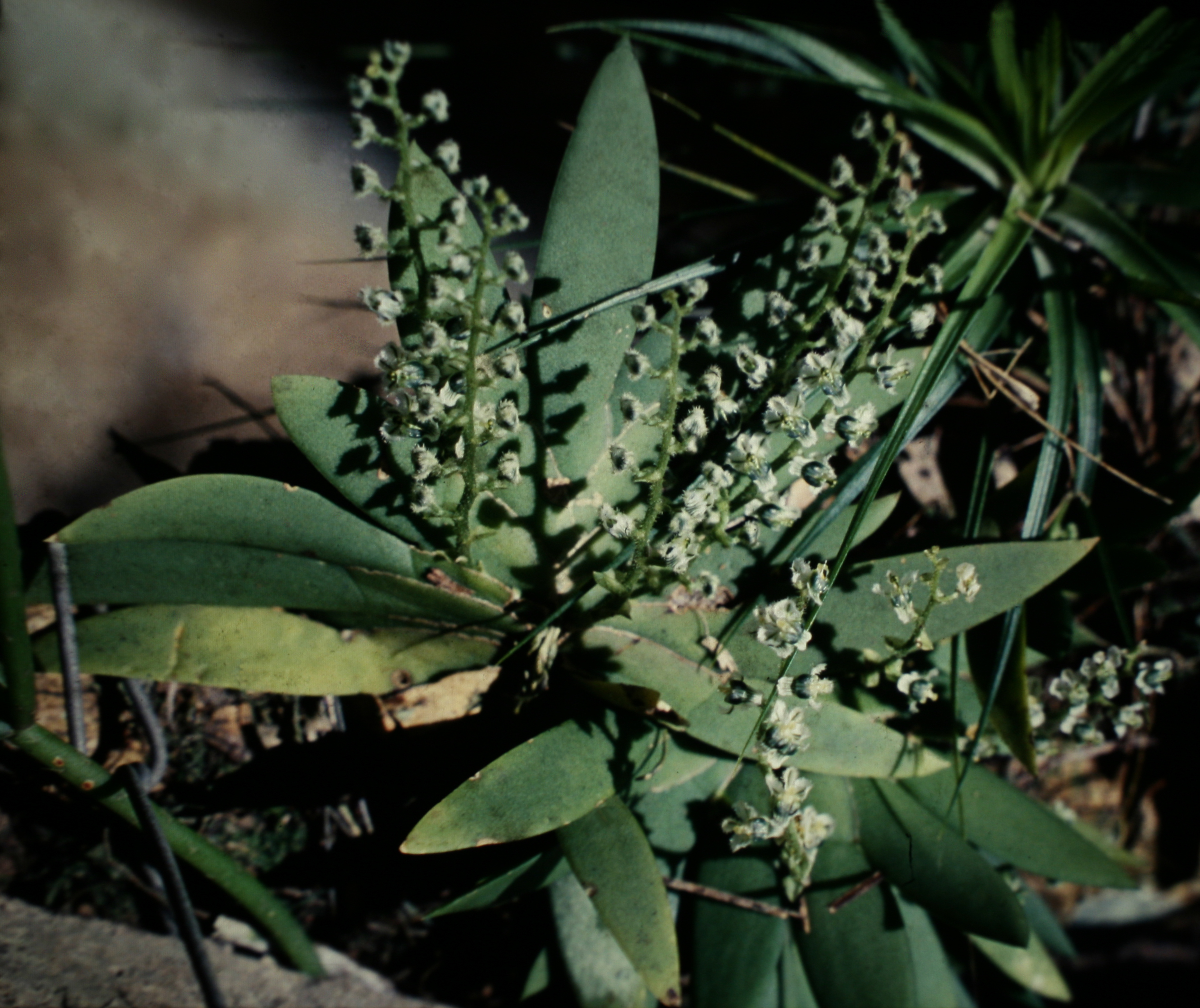

- Tập tin:Ornithocephalus gladiatus. Flora Brasiliensis 3-6-45.jpg